# Rok Rzeki Wisły

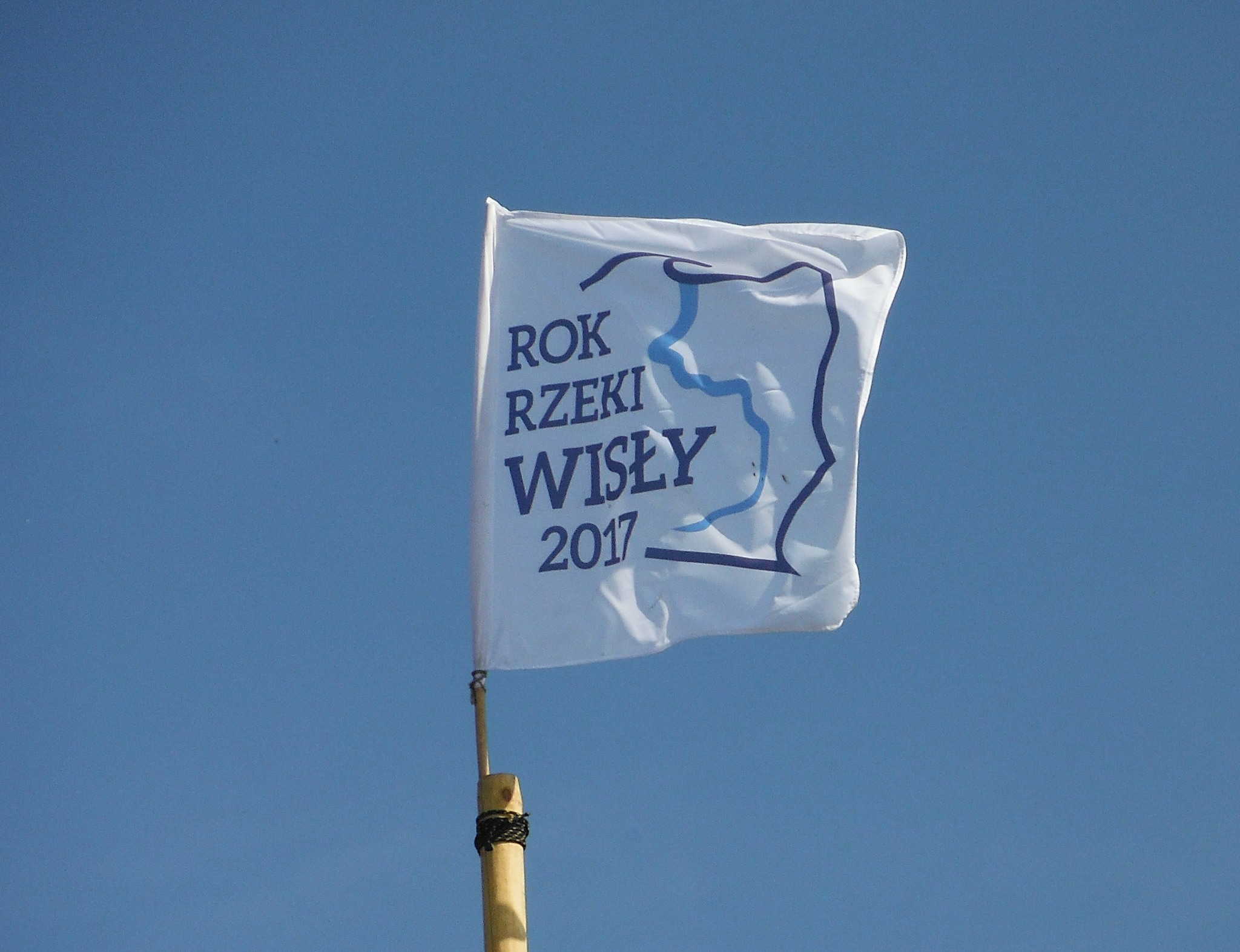
Flaga Roku Rzeki Wisły

Rok Rzeki Wisły 2017 – inicjatywa organizacji obchodów 550. rocznicy pierwszego wolnego flisu na Wiśle, na które złożyły się liczne wydarzenia organizowane we wszystkich województwach położonych nad Wisłą. 

## Uchwały
Idea obchodów została zainicjowana przez Społeczny Komitet Obchodów Roku Rzeki Wisły w 2017 i zyskała poparcie szeregu instytucji i samorządów. W kwietniu 2016 projekt stosownej uchwały wpłynął do Sejmu Rzeczypospolitej. 22 czerwca 2016 Sejm przyjął uchwałę, w której ustanowił rok 2017 Rokiem Rzeki Wisły. Dodatkowo 19 grudnia 2016 Sejmik Województwa Mazowieckiego przyjął uchwałę ustanawiającą rok 2017 Rokiem Rzeki Wisły na Mazowszu.

## Obchody – wybrane inicjatywy

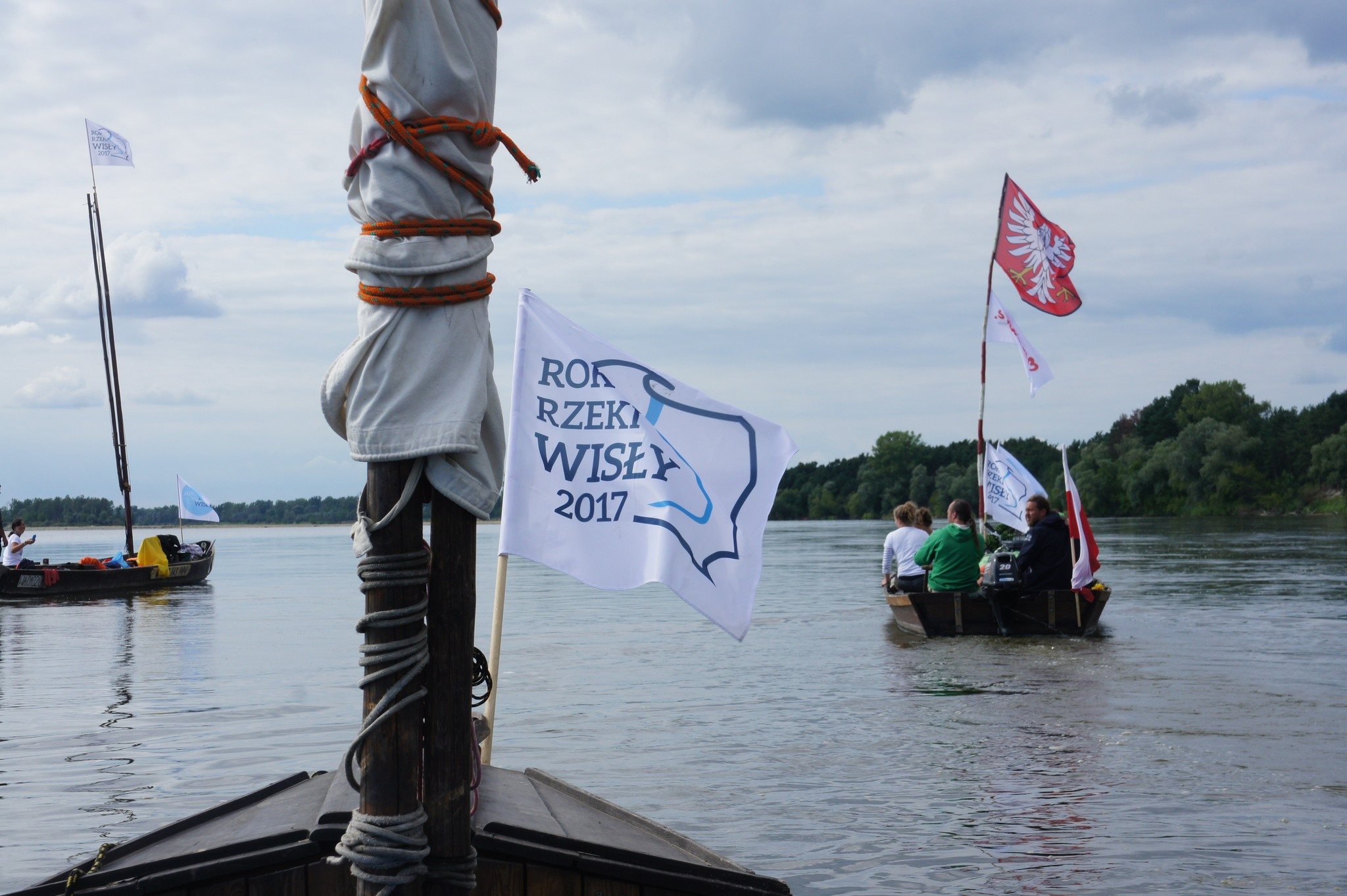
Flis w ramach projektu Obywatel Rzeki Wisły

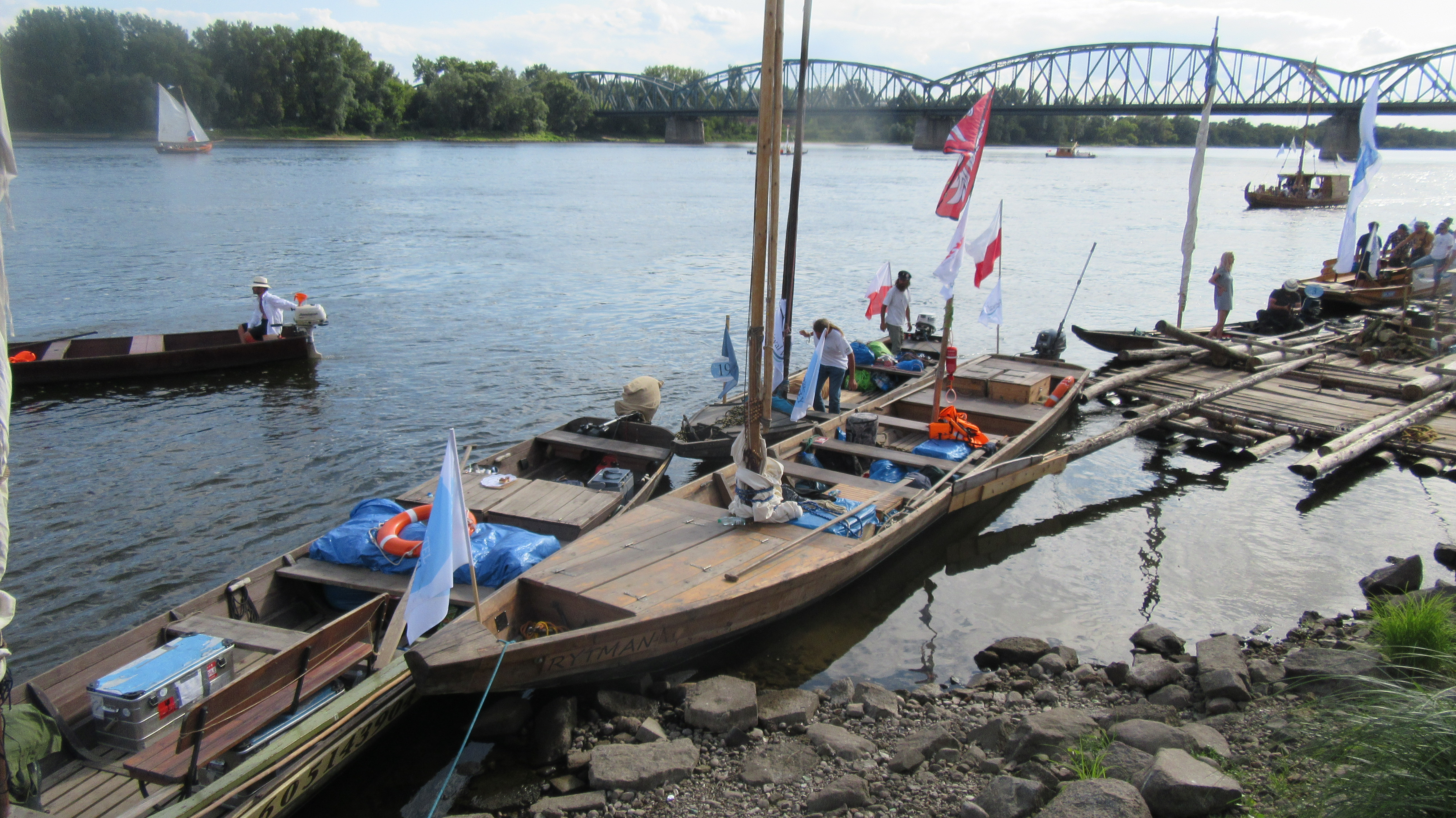
Repliki łodzi wiślanych w czasie Festiwalu Wisły w Toruniu

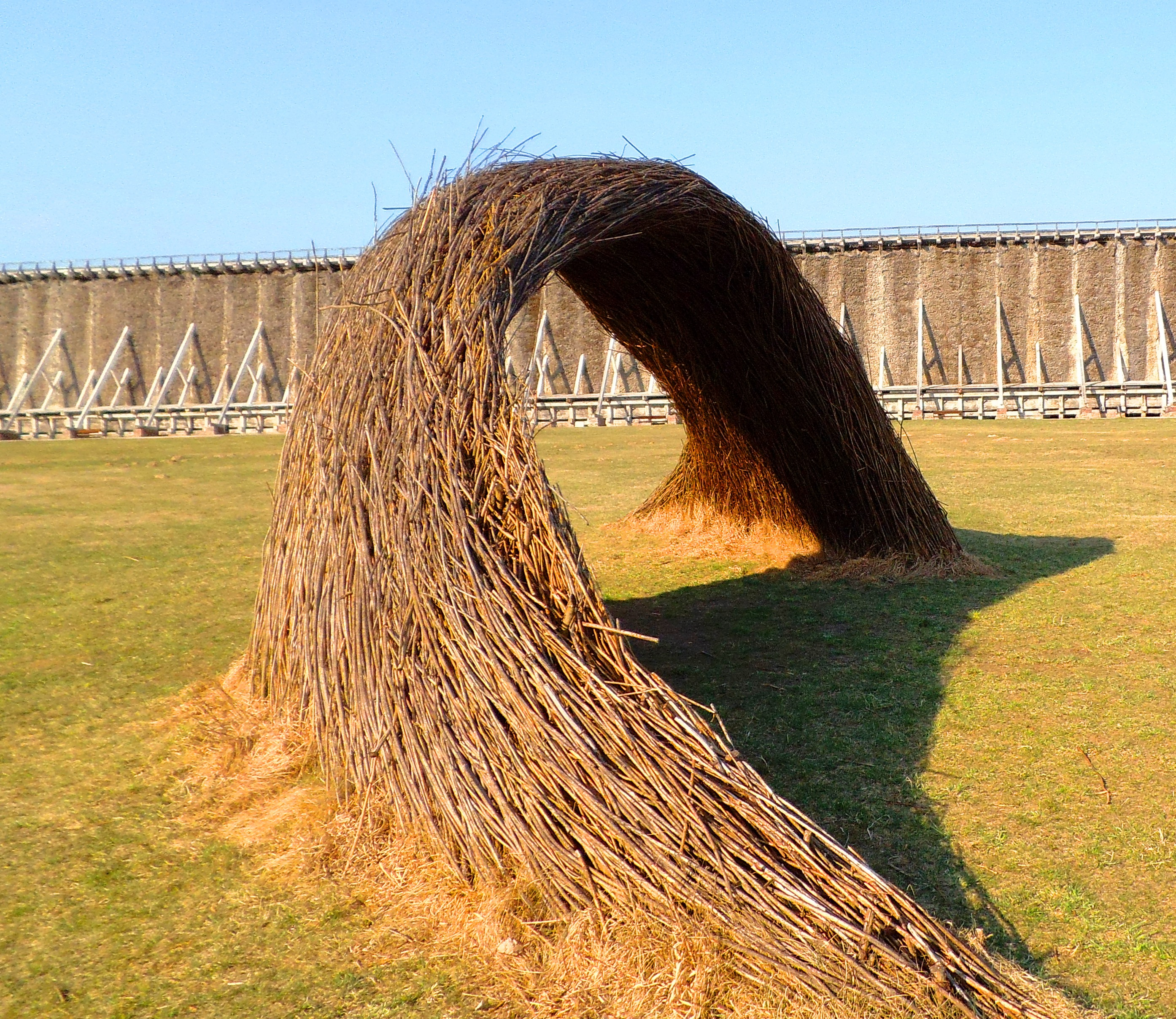
„Fala” – instalacja artystyczna wykonana na Rok Rzeki Wisły w Ciechocinku

Okazją do inauguracji obchodów Roku Rzeki Wisły była 550. rocznica zawarcia II pokoju toruńskiego, dzięki któremu Królestwo Polskie odzyskało m.in. Pomorze Gdańskie. Obchody rozpoczęto 19 października 2016 w Toruniu, gdzie miała miejsce m.in. uroczysta sesja w Dworze Artusa oraz rekonstrukcja bitwy morskiej (na Wiśle) i symboliczne podpisanie traktatu pokojowego. 1 stycznia 2017 rozpoczęcie Roku Rzeki Wisły obwieścił toruński dzwon Tuba Dei.

### Rok Wisły na znaczku pocztowym
Obchody Roku Rzeki Wisły zostały uwzględnione na znaczkach pocztowych, które Poczta Polska wyemitowała 30 stycznia 2017. Znaczki przedstawiają fale na rzece, w które wpisano informacje o rzece, np. Najdłuższa rzeka uchodząca do Morza Bałtyckiego.

### Muzea Szlaku Wisły
W obchody włączyły się m.in. placówki muzealne położone nad Wisłą lub w jej bezpośrednim sąsiedztwie. Efektem współpracy jest rozpoczęcie tworzenia sieci Muzea Szlaku Wisły.

### Budowa wiślanej szkuty
W ramach obchodów Roku rzeki Wisły zainicjowano projekt Budowa jednostki pływającej: „Szkuta Wiślana”. Inwestorem budowy szkuty jest Muzeum Sportu i Turystyki w Warszawie. Drewniana jednostka o nazwie Dar Mazowsza została zwodowana w dniu 20 października 2017.

### Obywatel Rzeki Wisły
Projekt Obywatel Rzeki Wisły to akcja skierowana do lokalnych społeczności zainteresowanych podejmowaniem aktywności społecznej związanej z Wisłą. Elementem projektu jest m.in. Flis Wiślany od Sandomierza do Torunia.

### Festiwal Wisły
Festiwal Wisły to kilkudniowa impreza odbywająca się kolejno we Włocławku, Nieszawie, Ciechocinku i Toruniu. Zgromadziła kilkadziesiąt wiślanych jednostek pływających.

## Fundacja
W związku z inicjatywą Roku Rzeki Wisły działa także fundacja o tej samej nazwie. Jej prezes Robert Jankowski w 2018 za organizację i koordynację wielkiej kulturotwórczo akcji promującej Wisłę - Królową Polskich Rzek otrzymał Nagrodę Przyjaznego Brzegu, zaś organizacja jest laureatem nagrody S3KTOR 2017 w kategorii S3KTOR Aktywizujący. Fundacja kontynuuje działania dot. Wisły, np. lutym 2018 zorganizowała konferencję podsumowującą rok 2017 pod hasłem Wisła dalej płynie. Promuje też ideę wolontariatu organizując warsztaty szkutnicze i prace renowacyjne przy drewnianych łodziach.